# بيلي كوبر (لاعب كرة قدم كندية)
بيلي كوبر هو لاعب كرة قدم كندية كندي، ولد في 1945 في وينيبيغ في كندا.